# De facto
De facto (z łac., czyt. de fakto), w rzeczywistości – faktycznie, w rzeczywistości, w praktyce, rzeczywiście, w przeciwieństwie do prognoz lub zamierzeń; w języku prawniczym przeciwstawne do de iure. Fraza ta bywa również stosowana do wzmocnienia znaczenia zdania jako figura stylistyczna.